# Blanche d’Artois

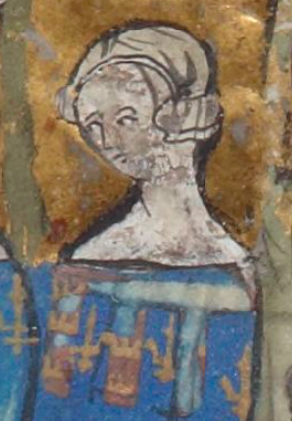
Blanche d’Artois

Wappen Blancas von Navarra bzw. von Artois

Blanche d’Artois (spanisch Blanca de Navarra; * 1248; † 2. Mai 1302 in Paris) wurde durch ihre Eheschließung Gräfin der Champagne und der Region Brie. Durch den frühen Tod ihres Gatten wurde sie überdies Regentin des Königreichs Navarra.

## Biografie
Blanche war eine Tochter des Grafen Robert I. von Artois († 1250) und dessen Ehefrau Mathilde von Brabant († 1288). Sie war eine Nichte des Königs Ludwig IX. von Frankreich, der auch als „Ludwig der Heilige“ bekannt ist.

### 1. Ehe
Blanche wurde im Jahr 1269 in Melun mit dem Prinzen Heinrich von Navarra-Champagne verheiratet, mit dem sie ein Jahr später die Nachfolge im Königreich Navarra und der Grafschaft Champagne-Brie antrat. Nachdem ihr Sohn Thibaut bereits im Jahr 1273 gestorben war und ihr Mann im Folgejahr ebenfalls verstorben war, übernahm Blanche die Regentschaft für ihre 1273 geborene unmündige Erbtochter Johanna I. Im selben Jahr brach in Pamplona ein Aufstand der Bevölkerung gegen den französischen Einfluss in Navarra aus, der Blanche dazu nötigte, mit ihrer Tochter an den Hof ihres Vetters König Philipp III. von Frankreich zu fliehen. Durch den Einfluss von dessen Onkel Karl von Anjou übertrug Blanche im Mai des Jahres 1275 in Orléans die Vormundschaft über ihre Tochter an den französischen König, von dem sie militärische Unterstützung zugesichert bekam, was im Folgejahr zur Niederwerfung des Aufstandes führte. Weiterhin wurde ihre Tochter mit dem Prinzen Philipp verlobt; dieser wurde nach dem Tod seines älteren Bruders im Jahr 1276 selber zum Kronprinzen und sollte im Jahr 1285 als Philipp IV. König von Frankreich werden. Die Hochzeit des Paares wurde bereits im Jahr 1284 begangen; im gleichen Jahr endete Blanches Regentschaft.

### 2. Ehe
Blanche heiratete bereits 1276 den englischen Prinzen Edmund Crouchback, 1. Earl of Lancaster († 1296), mit dem sie vier weitere Kinder hatte:
- Thomas Plantagenet, 2. Earl of Lancaster (* 1278; † enthauptet am 22. März 1322 in Pontefract)
- Henry Plantagenet, 3. Earl of Lancaster, (* 1281; † 22. September 1345 in Leicester)
- John, Lord of Beaufort-en-Champagne (* vor 1286; † vor 1327 in Frankreich)
- Maria Plantagenet († jung in Frankreich)